# Dieter Möhrmann

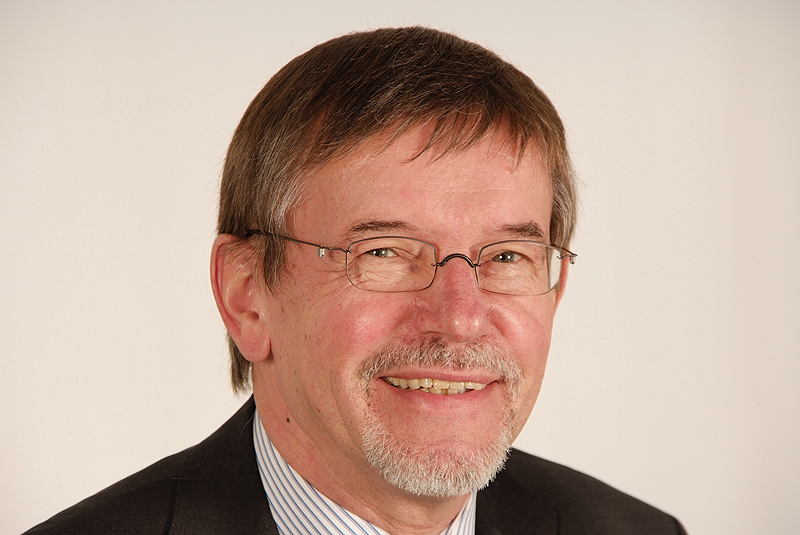
Dieter Möhrmann, 2009

Dieter Möhrmann (* 6. März 1948 in Soltau) ist ein deutscher Politiker (SPD).

## Berufliche Laufbahn
Nach dem Besuch einer Realschule ließ sich Möhrmann zum Industriekaufmann ausbilden und arbeitete dann als kaufmännischer Angestellter. Auf dem zweiten Bildungsweg erwarb er die Titel eines Diplom-Betriebswirtes und eines Diplom-Handelslehrers. Anschließend war er als Studienrat an einer Handelsschule in Harburg tätig.

## Politische Karriere
Im Jahr 1971 trat Dieter Möhrmann der SPD bei. Seit 1972 ist er Mitglied des Stadtrates von Schneverdingen. Von 1974 bis 1991 war er Vorsitzender der SPD-Ratsfraktion, von 1991 bis 1996 Bürgermeister in Schneverdingen. Seit 1981 ist Möhrmann zudem Abgeordneter des Kreistages des Landkreises Heidekreis; er ist Vorsitzender der SPD-Kreistagsfraktion. Von 1991 bis 2010 war er außerdem Vorsitzender des SPD-Bezirks Nord-Niedersachsen.
Möhrmann war langjähriges Mitglied des Niedersächsischen Landtages (1982 bis 1986 und seit 1989). Bei den Landtagswahlen 1994 und 1998 holte er jeweils das Direktmandat im Wahlkreis Soltau. Von 1999 bis 2008 war er Parlamentarischer Geschäftsführer der SPD-Landtagsfraktion, von März 2008 bis Anfang 2013 Vizepräsident des Niedersächsischen Landtages. Bei der Landtagswahl 2013 trat er aus Altersgründen nicht mehr an und verzichtete somit auf sein Mandat.

## Auszeichnungen
2024 wurde Möhrmann mit dem Bundesverdienstkreuz am Bande ausgezeichnet.

## Privates
Dieter Möhrmann lebt in Schneverdingen und ist evangelisch-lutherischen Glaubens. Er ist verheiratet und Vater zweier Kinder.